# Haute Monchenoule
Haute Monchenoule (en wallon : Haute Monchenoûle) est un hameau de la commune belge de Manhay, située dans le nord de la province de Luxembourg.
Avant la fusion des communes de 1977, Haute Monchenoule faisait partie de la commune de Grandmenil.

## Étymologie
Sur la carte de Ferrais de 1777, le hameau s'appelle Haut Montignoule. En 1850, le hameau est orthographié Monchenouille et en 1865, Monchenoulle.

## Situation
Ce hameau ardennais se trouve à 1 km à vol d'oiseau à l'est de l'autoroute E 25 Liège-Luxembourg et à 8 km au nord du centre de Manhay. Les quelques prairies du hameau sont complètement entourées de forêts dont le Grand Bois implanté au nord de la localité et culminant à 578 m. L'altitude du hameau varie entre 520 et 540 mètres. Haute Monchenoule se situe à environ 600 m de Basse Monchenoule que l'on rejoint par un chemin de terre.

## Description et patrimoine
Le hameau comprend une quinzaine d'habitations construites le long de l'unique route du hameau. La moitié d'entre elles sont d'anciennes fermettes bâties en moellons de grès ou de schiste de la région entre le XVIIIe siècle et le début du XXe siècle. Parmi ces constructions, la fermette située au no 6 possède une porte charretière datée de 1904 et celle sise au no 16 une autre datée de 1895. Une fontaine-abreuvoir du XIXe siècle formée d'épaisses plaques de schiste se trouve en face de cette fermette. Quelques constructions récentes se sont ajoutées aux extrémités du hameau. Deux étangs se situent en contrebas du hameau. 

## Sources et liens externes
- Site de la commune de Manhay